# Otovice, Karlovy Vary
Otovice là một làng thuộc huyện Karlovy Vary, vùng Karlovarský, Cộng hòa Séc.